# كفر يوسف
قرية كفر يوسف هي إحدى القرى التابعة لمركز شربين في محافظة الدقهلية في جمهورية مصر العربية. حسب إحصاءات سنة 2006، بلغ إجمالي السكان في كفر يوسف 5761 نسمة، منهم 2880 رجل و2881 امرأة.